# Marco Pompônio Rufo
Marco Pompônio Rufo (em latim: Marcus Pomponius Rufus) foi um político da gente Pompônia nos primeiros anos da República Romana eleito tribuno consular em 399 a.C.. Talvez seja filho ou neto do tribuno da plebe Marco Pompônio, eleito depois da abolição do decenvirato em 449 a.C..

## Primeiro tribunato consular (399 a.C.)
Em 399, foi eleito tribuno consular com Lúcio Atílio Prisco, Caio Duílio Longo, Cneu Genúcio Augurino, Marco Vetúrio Crasso Cicurino e Volerão Publílio Filão. Lívio nomeia um "Cn. Duillium" ("Cneu") ao invés de um "G. Duillium" ("Caio"). Marco Vetúrio foi o único patrício eleito neste ano.
Durante o cerco a Veios, registrou-se um súbito influxo de guerreiros capenatos e faliscos, que atacaram de surpresa as forças romanas que cercavam a cidade. Porém, lembrando do desastre provocado pela falta de cooperação entre os tribunos consulares Mânio Sérgio Fidenato e Lúcio Vergínio Tricosto Esquilino (em 402 a.C.), os tribunos rapidamente organizaram juntos uma contra-ofensiva que colocou o inimigo em fuga.